# Husnicioara (gmina)
Husnicioara – gmina w Rumunii, w okręgu Mehedinți. Obejmuje miejscowości Alunișul, Bădițești, Borogea, Celnata, Dumbrăvița, Husnicioara, Marmanu, Oprănești, Peri, Priboiești i Selișteni. W 2011 roku liczyła 1393 mieszkańców.